# Лукьянова, Елена Анатольевна
Еле́на Анато́льевна Лукья́нова (род. 27 июня 1958, Москва, РСФСР, СССР) — российский юрист-конституционалист, учёный, доктор юридических наук, общественный и политический деятель, адвокат (с 1996 года). Директор Института мониторинга эффективности правоприменения Общественной палаты Российской Федерации. Профессор кафедры конституционного и муниципального права МГУ им. М. В. Ломоносова (1984—2013), кафедры конституционного и административного права факультета права НИУ «Высшая школа экономики» (2013—2020). Член Общественной Палаты Российской Федерации (2010—2014).

## Профессиональная деятельность

### Учёный
С отличием окончила юридический факультет МГУ имени М. В. Ломоносова (1980), доктор юридических наук, профессор. Кандидатская диссертация — «Закон как источник советского государственного права» (МГУ, 1984; научный руководитель профессор Г. В. Барабашев). Докторская диссертация — «Государственность и конституционное законодательство России» (МГУ, 2003).
С 2013 года по 2020 годы была профессором кафедры конституционного и административного права факультета права Национального исследовательского университета «Высшая школа экономики». В рамках магистерской программы «Публичное право» ведёт курс «Конституционное право» и цикл научно-исследовательских семинаров. Один из авторов и ведущих междисциплинарного семинара «Читаем Конституцию». C 1 сентября 2020 года уволена, по мнению самой Лукьяновой, из-за публичной критики принятых в 2020 году поправок к Конституции России.
В 2020 году — одна из основателей Свободного университета, затем — его ректор. 
31 марта 2023 года Генпрокуратура признала Свободный университет нежелательной организацией.

### Юрист
Работала в аппарате Государственной думы I, II и III созывов в чине советник Российской Федерации 1 класса. В Государственной Думе V созыва работала помощником заместителя Председателя.
Член Московской областной коллегии адвокатов, специализируется на публично-правовых спорах, избирательных спорах и юридическом обеспечении выборов. Участвовала в рассмотрении ряда политически значимых дел:
- о действительности результатов думских выборов 2003 года (в Верховном суде Российской Федерации[5] и Европейском суде по правам человека[6])
- о соответствии Конституции отмены прямых выборов губернаторов (в Конституционном суде Российской Федерации)[7]
- о лишении полномочий депутата Государственной Думы VI созыва Г. В. Гудкова[8]
- об обжаловании отказа ЦИК России в вынесении на общероссийский референдум вопросов, предложенных КПРФ (в Верховном суде Российской Федерации)[9]

С 2006 по 2014 год — адвокат Михаила Ходорковского.
С 2012 года — директор АНО «Агентство мониторинга правоприменения».

## Общественно-политическая деятельность

### Политик
В марте 1992 года участвовала в митинге на Манежной площади в честь годовщины референдума о сохранении СССР. Участвовала в событиях сентября — октября 1993 года в Москве, находилась в Белом доме.
В марте 1996 года принимала участие в подготовке проекта постановления Госдумы «О юридической силе для Российской Федерации — России результатов референдума СССР 17 марта 1991 г. по вопросу о сохранении Союза ССР».
С 1992 года — член КПРФ. До 2009 года — член МГК КПРФ, кандидат в члены ЦК КПРФ. В 2009 году членство в партии было приостановлено в связи с назначением в состав Общественной палаты Российской Федерации.
В 2005 году баллотировалась от КПРФ на выборах в Московскую городскую думу, заняла второе место в Центральном избирательном округе № 1 с результатом в 26 %. В 2006 году была выдвинута кандидатом в депутаты Государственной думы по Медведковскому избирательному округу Москвы; планировалось, что её кандидатура может быть поддержана различными оппозиционными силами — КПРФ, «Родиной», СПС, Объединённым гражданским фронтом Гарри Каспарова. Однако сначала «Родина» отказала ей в поддержке, а затем КПРФ сочла нецелесообразным её участие в выборах. После этого сняла свою кандидатуру.
В июле 2006 года выступила на конференции политической оппозиции «Другая Россия».
В марте 2015 года опубликовала статью об особенностях российской школы права на примере Постановления Конституционного суда Российской Федерации о проверке договора о принятии Республики Крым в состав России. Вслед за ответной публикацией Председателя Конституционного суда Российской Федерации В. Д. Зорькина основные тезисы дискуссии были собраны в брошюру.
В 2015 году после убийства Бориса Немцова вступила в РПР-ПАРНАС. С этого же года руководитель Рабочей группы по вопросам конституционной и судебной реформ политической партии РПР-ПАРНАС. В 2016 году вышла из этой партии. Входила в либеральную силу «Партия перемен».
В мае 2016 года в интервью латвийским СМИ заявила:«Я совсем не уверена, что это [сохранять СССР] нужно было делать. Уж слишком искусственным образованием был Союз. Говорили о мире-дружбе-интернационализме, но при этом высылали целые народы, царил жуткий антисемитизм, все равно в республиках вторым секретарем всегда был русский…».
С февраля 2022 г. является участником Антивоенного комитета России. В настоящее время находится в Латвии.
30 августа 2024 года Елена Лукьянова признана иноагентом.

### Общественный деятель
С 2010 по 2014 год — член Общественной палаты России третьего и четвёртого составов. Общественной палаты РФ. В 2010 году организовала работу «горячей линии» по выявлению незаконных игорных заведений. С 2011 года — директор Института мониторинга эффективности правоприменения (деятельность института прекращена 22 апреля 2015 года).
В 2011 году возглавляемая ей рабочая группа Общественной палаты РФ подготовила законопроект «О культурной деятельности и основах культурной политики в Российской Федерации».
В 2012 году организовала широкое рассмотрение статьи Уголовного кодекса РФ об ответственности за массовые беспорядки — участники обсуждения пришли к выводу о её неточности и неопределённости. Также принимала участие в доработке законопроекта «Об общественном контроле в Российской Федерации». Выступила против запрета в России фильма «Невинность мусульман».
В 2013 году в связи с массовым привлечением к уголовной ответственности торговцев пищевым маком провела экспертизу соответствия российского законодательства о наркотических веществах международному праву. В результате обнаружено грубое несоответствие норм российского права Единой конвенции ООН «О наркотических средствах».
В 2014 году была выдвинута в состав Общественной палаты РФ пятого состава от АНО «Юристы за конституционные права и свободы» по направлению «Развитие информационного общества, СМИ и массовых коммуникаций». В ходе интернет-голосования заняла четвёртое место по своему направлению и в состав Палаты не вошла. Однако за время голосования ей был выявлен и предан огласке целый ряд серьёзных нарушений и фальсификаций, имевших место в ходе выборов.
Кроме того, с 2012 года — член Экспертного совета Открытого правительства и Экспертного совета при Уполномоченном при Президенте РФ по защите прав предпринимателей. Член Общественного совета Росграницы, Консультативного совета Роскомнадзора, Общественной коллегии по жалобам на прессу (Палата медиа-аудитории) и Общественного совета Федерального агентства по делам национальностей.
В мае 2016 года выступила против агитации за участие в праймериз «Единой России» со стороны членов федеральной и региональных общественных палат, заметив, что «не имеют права члены Общественной палаты допускать любые формы поддержки политических партий». В марте 2020 года подписала обращение против принятия поправок к Конституции РФ, предложенных президентом Путиным. В сентябре 2020 года подписала письмо в поддержку протестных акций в Белоруссии. В феврале 2022 года подписала открытое письмо, охарактеризовавшее российское вторжение на Украину как «моральную катастрофу России, поставившую её на одну доску с фашистской Германией».
Член Союза кинематографистов России. Один из организаторов кинофестиваля «Новое кино. XXI век» (2004—2008).

## Награды и премии
- Премия Ленинского комсомола (1989) — за работу «Закон как источник советского государственного права»
- Серебряная медаль им. Ф. Н. Плевако (2012) — за достигнутые успехи в защите прав и законных интересов граждан и юридических лиц, развитии юридической науки, подготовке квалифицированных юридических кадров, за активную деятельность по укреплению единства адвокатуры[50].
- Лауреат Премии Московской Хельсинкской группы в области защиты прав человека за 2016 год — в номинации «За экспертную и научную деятельность в области прав человека»[51].
- Лауреат Премии «Профессия — журналист» в номинации «Публицистика / Аналитика» (2020)[52].

## Публикации
- Монография «Закон как источник советского государственного права» (М., 1988).
- «Российская государственность и конституционное законодательство в России (1917—1993)» (М., 2000).
- Брошюра «На стыке эпох и континентов: К истории российской государственности: Пособие для реформаторов» (М., 2002).
- Сборник-хрестоматия «Конституционные риски» (М., 2015).
- «#КРЫМНАШ. Спор о праве и о скрепах двух юристов и их читателей» (М., 2015).
- Монография «Конституционные трансформации и политические имитации» (Raleigh: Open Science Publishing, 2018).
- Монография «Авторитаризм и демократия» (в соавторстве с И. Г. Шаблинским; М., 2018).

## Семья
Отец Анатолий Лукьянов, доктор юридических наук, политический деятель, председатель Верховного Совета СССР в 1990—1991 годах. Мать Людмила Лукьянова, доктор биологических наук, член-корреспондент РАН, профессор.
Муж Сергей Тимофеев, журналист, политтехнолог. Поженились в 2014 году в Латвии. Сын Владимир Лукьянов, юрист; внук Денис, юрист.